# Chiesa riformata di Innerferrera
La chiesa riformata di Innerferrera (in tedesco Reformierte Kirche Innerferrera) è un luogo di culto evangelico situato a Innerferrera, frazione del comune svizzero di Ferrera nel Canton Grigioni (regione Viamala).

## Storia
L'odierna chiesa fu eretta nel 1834 ed è stata costruita sulla base di un precedente edificio risalente all'inizio del XVI secolo; al tempo della precedente chiesa risale una campana datata 1522, collocata di fronte all'attuale ingresso).
Innerferrera aderì alla Riforma protestante prima del 1538, mentre nel 1707 avvenne la definitiva separazione dalla parrocchia di San Martino di Zillis.

## Descrizione
Internamente, nel coro è riportata una citazione della Lettera agli Ebrei (Eb 12, 2) in romancio:
(Lettera agli Ebrei 12, 2)
Il campanile ospita due campane, una del 1726 e l'altra del 1967.